# Конін (Любуське воєводство)
Конін (пол. Konin, нім. Kuhnau) — село в Польщі, у гміні Нове Мястечко Новосольського повіту Любуського воєводства.
У 1975-1998 роках село належало до Зеленогурського воєводства.